# Halže
Halže (también conocida por su nombre alemán Hals) es un pueblo checo cerca de Tachov en Bohemia y tiene 941 habitantes.
Bohemia (Böhmen en alemán), es una de las dos regiones históricas que componen la República Checa, antes parte de Checoslovaquia. Su religión predominante es la cristianismo católico y su lengua el checo.